# 于浩成
于浩成（1925年9月5日—2015年11月14日），原名董葆和，滿族，生於中國北京，憲法學者，曾任南開大學教授。前中國共產黨黨員，因為支持民主、同情抗議學生，在八九民運後被開除黨籍。

## 生平
董葆和父母都是滿族，家族本姓董鄂氏，属镶红旗。其父董魯安，曾參與五四運動，為學生領袖之一，後任教於北京師範與燕京大學。母亲关竞，旧姓瓜尔佳氏。其兄于董易，很早就成為中國共產黨員。
在抗日战争中，董葆和因對中國國民黨統治感到反感，留在北京，組織學生組織“螢火社”支持中國共產黨；後螢火社擴大為海燕社。1941年，太平洋戰爭爆發，董魯安的學生劉仁時任中共晋察冀分局城工部领导人，派人與董魯安連絡。1942年5月，董葆和加入中國共產黨，在北京進行地下情報活動。1942年秋，董鲁安抵达晋察冀边区。1943年7月，董葆和抵达晋察冀边区。当时，董鲁安为避免侵華日軍方面的避害，曾改名“于力”；故董葆和抵达边区后，便以“于浩成”为名。1944年，于浩成被調往延安受訓。1945年，日本无条件投降，于浩成回到北京唸書。1947年，于浩成在華北聯大中遭整肅，被指為反黨份子，留黨查看。
1949年，于浩成畢業於華北聯大外國語學院俄文系，之後被派往天津市公安局工作。1950年，他被派往天津監獄，負責清理案件。1956年，參與公安部群眾出版社的創立，任社長、總編輯，曾出版許多著作，其中包括索忍尼辛的作品等。1960年，與公安部同仁一同被派往甘肅清水回族自治縣。文化大革命中，他被定為反革命修正主义分子，在秦城監獄被拘禁三年。1971年，被送到五七幹校，被監督勞改。文化大革命結束後，在中國倡導民主與自由。1980年起，兼任《法学杂志》主编、《法律咨询》杂志社长。1984年加入中国作家协会。
1985年，因撰文批評中國共產黨及中共中央領導人，被迫辭去群眾出版社社長及總編輯職務。1989年六四事件中，因支持抗議學生，被指為參與動亂、支持資產階級自由化，被中國共產黨開除黨籍，並在監獄中拘禁一年半。
1994年至2004年間，受邀至美國哥倫比亞大學，進行中國憲政研究，旅居美國。2005年，返回北京居住。2008年，參與《零八宪章》的發表。2012年，發現患有白血病，開始進行治療。2015年11月14日凌晨3点50分，因白血病在北京家中逝世。

## 头衔
- 南开大学法学所名誉所长、教授
- 中国法律与社会发展研究所所长
- 中国出版工作者协会理事
- 北京市杂文学会副会长
- 中国政治学会副会长
- 中国法律史学会副会长
- 中国法学会常务理事、副秘书长
- 中国宪法学研究会副总干事

## 著作
- 《新绿书屋笔谈》
- 《鸣春集》
- 《当代杂文选粹——于浩成之卷》
- 《风雨鸡鸣》